# Lois Pregartbauer
Lois Pregartbauer, auch Alois, Louis, Luis, (* 22. Mai 1899 in Misselsdorf bei Mureck, Steiermark; † 14. April 1971 in Wien) war ein österreichischer Maler und Grafiker.

## Leben
Lois Pregartbauers künstlerische Ausbildung umfasste kurze Studienzeiten an der Akademie der bildenden Künste, der Technischen Hochschule und der Kunstgewerbeschule Wien sowie Privatunterricht bei Erich Wagner und Remigius Geyling. Im Wesentlichen gilt er aber als Autodidakt. Mit dem Hagenbund (1931 bis 1938), dem Künstlerhaus (1938 bis 1945 und wieder ab 1963) sowie der Secession (1946 bis 1963, darunter 1957 bis 1960 als Präsident) gehörte er im Lauf seines Schaffens allen drei großen Wiener Künstlervereinigungen an.
1937 war Lois Pregartbauer Teil des Gründerkollektivs für die 1938 verbotene und 1945 wiedererschiene Kulturzeitschrift Plan. 1946 wirkte er an der Ausarbeitung des Gründungsprogramms für die Kunstschule der Stadt Linz mit.
Der Künstler war im Hauptberuf von 1913 bis 1950 im Technischen Dienst bei den Wiener Verkehrsbetrieben tätig und leistete in beiden Weltkriegen (1917 bis 1918 bzw. 1939 bis 1945) Militärdienst. Er wurde am Baumgartner Friedhof bestattet. Das Grab ist bereits aufgelassen.

## Werk
Stilistisch nicht einfach einzuordnen, blieb Pregartbauers Gesamtwerk von der Neuen Sachlichkeit Anfang der 1930er Jahre bis zu konstruktivistischen Tendenzen nach 1945 überwiegend dem Gegenständlichen verpflichtet. Als Motive bevorzugte er neben religiösen Szenen Landschaften und Städte, seine höchste Meisterschaft erreichte er als Pastellmaler. Weiters entwarf er Plakate, Buchumschläge sowie Wandbilder an öffentlichen Gebäuden und sorgte für die künstlerische Ausgestaltung von Messepavillons und Schiffen der VÖEST.
Lois Pregartbauer beteiligte sich an zahlreichen Ausstellungen im In- und Ausland, darunter an der Kunstausstellung bei der Weltausstellung Brüssel 1935, 1943 an der Kunstausstellung Krakau und der Großen Deutschen Kunstausstellung in München und an der ersten Biennale von São Paulo 1951. Hervorzuheben sind die Einzelausstellungen in Essen (1956, 1960, 1964), Salzburg (1961) und Paris (1962). Seine Werke finden sich in privaten und öffentlichen Sammlungen, u. a. in der Österreichischen Galerie, dem Wien Museum, der Graphischen Sammlung Albertina und der Städtischen Kunsthalle Mannheim.